# مارسيل آرتس
مارسيل آرتس (بالهولندية: Marcel Aarts) مواليد 9 أغسطس 1983 في هولندا، هو لاعب كرة سلة هولندي. بدأ مسيرته الاحترافية في سنة 2002. يلعب مع نادي دين بوش لكرة السلة في الدوري الهولندي لكرة السلة كلاعب وسط. يحمل الرقم 15.

## المسيرة الاحترافية
لعب مع نادي دين بوش لكرة السلة من سنة 2002 إلى 2011، ثم لعب مع ماتريكس ماجيكس من سنة 2011 إلى 2013، ثم لعب مع نادي دين بوش لكرة السلة من سنة 2013 إلى 2016.

## الإنجازات
- الدوري الهولندي لكرة السلة: 2014–15
- كأس السوبر الهولندية لكرة السلة: 2013

## روابط خارجية
- مارسيل آرتس على موقع الاتحاد الدولي لكرة السلة (الإنجليزية)
- مارسيل آرتس على موقع الدوري الأوروبي لكرة السلة (الإنجليزية)
- مارسيل آرتس على موقع كرة السلة الأوروبية.كوم (الإنجليزية)
- مارسيل آرتس على موقع ريلجم (الإنجليزية)
- مارسيل آرتس على موقع بروبوليرز (الإنجليزية)
- مارسيل آرتس على موقع سبورتس رفرنس (الإنجليزية)